# Die goldene Brücke (Spiel)

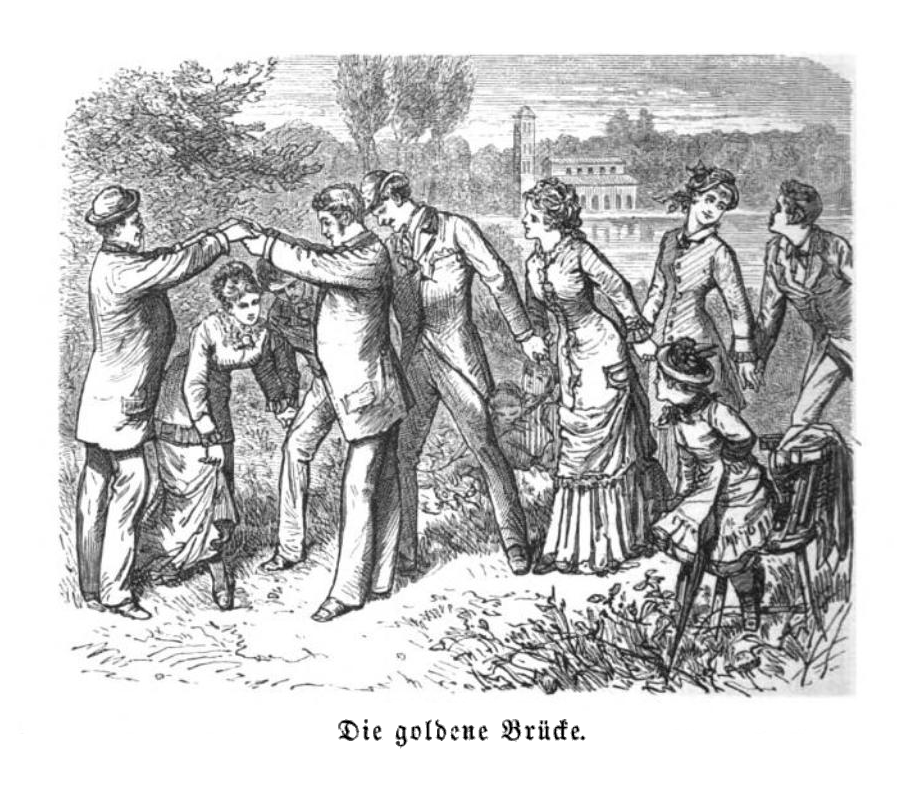
Die goldene Brücke. Illustration von 1882.

Die goldene Brücke, auch Brückenspiel genannt, ist ein zweiteiliges Singspiel für Kinder, das Elemente des Laufspiels, des Fangspiels und des Ziehkampfspiels miteinander vereint. Weitere Namen sind Die steinerne Brücke, Die goldene Pforte, Das goldene Tor oder Engel und Teufel. Bei den Pennsylvaniadeutschen (Pfälzern) war das Spiel als Die holländisch’ Brück’ bekannt.
Varianten des möglicherweise im Mittelalter entstandenen Bewegungsspiels sind im anglo-amerikanischen Raum unter den Namen The King and his Train (Der König und sein Gefolge), Oranges and Lemons und London Bridge verbreitet.

## Spielablauf
Erster Teil:
Aus einer Gruppe von Kindern werden zwei durch Absprache, Auszählung oder Los erwählt. Diese stellen sich einander gegenüber und bilden, indem sie die Hände ineinanderlegen und dieselben in Form eines Torbogens emporheben, eine Pforte. Beide Kinder werden jeweils bezeichnet mit Sonne und Mond (oder wahlweise Himmel und Hölle bzw. Engel und Teufel). Die übrigen Spieler stellen sich hintereinander die Hände reichend bzw. mit den Händen die Kleidung oder die Schultern bzw. Hüfte des voranstehenden Kindes haltend in einer Reihe auf und schreiten im Gänsemarsch singend durch die Pforte.
Während des Überquerens der Torbrücke lassen die den Torbogen darstellenden Kinder (Torwächter) die Arme beidseitig herabsinken (Fallgatter), wodurch ein Kind (z. B. das dritte oder das letzte) aus der durchziehenden Reihe gefangen wird. Das so gefangene Kind muss sich nun für Sonne oder Mond entscheiden und hinter eine der beiden Torseiten Aufstellung nehmen. Die restlichen Kinder ziehen weiter. Der Marsch durch die Bogenpforte beginnt von neuem, bis alle Kinder in selber Weise gefangen sind, sich auf beide Torseiten verteilt und somit zwei gegnerische Parteien gebildet haben.
Zweiter Teil:
In der Folge stehen Sonnenkinder und Mondenkinder sich in zwei Mannschaften gegenüber, wovon jeweils die eine Reihe durch Armziehen versucht, die Spieler der anderen, z. B. in Form eines Zwei- oder Gruppenkampfes, über eine vorgegebene Bodenmarkierung zu sich hinüberzuziehen. Die Mannschaft, die in der Finalrunde die meisten Spieler ergattert hat, ist Gewinner des Spiels.
In einer alternativen Variante erfahren die Mitspieler erst am Ende, welche Seite Himmel und Hölle ist. Die Teufel müssen dann die Engel einfangen, die ebenfalls zu Teufeln werden.

## Spielreime (Auswahl)

### Deutschsprachige Varianten
Die Überlieferungen der Sing- und Abzählreime variieren regional. Der Volkskundler Wilhelm Mannhardt analysierte Mitte des 19. Jahrhunderts etwa 27 Varianten aus Mittel-, West- und Nordeuropa, wobei laut Karl Julius Schröer die slawischen und ungarischen Varianten inhaltlich einander näher stünden als diese den deutschen. Der Historiker Kurt Ranke zählte Mitte des 20. Jahrhunderts über 90 Varianten allein im deutschsprachigen Raum. Zu den am weitesten verbreiteten gehören die Reime in Imperativform („Ziehet durch, ziehet durch!…“). Überliefert sind zudem abweichende Formen der musikalischen Untermalung.
| Variante A | Variante B | Variante C |
| --- | --- | --- |
| Ziehet durch, ziehet durch, durch die gold’ne Brücke. Sie ist entzwei, sie ist entzwei, wir woll’n sie wieder flicken. [ Mit was? Mit was? ] Mit einerlei, mit zweierlei, der letzte muss gefangen sein.                                    | Ziehet durch, ziehet durch, durch die gold’ne Brücke. Sie ist entzwei, sie ist entzwei, wir woll’n sie wieder flicken. Mit was? Mit was? Mit Steinerlein, mit Beinerlein, mit Ketten und mit Stangen, den letzten wollen wir fangen. | Ziehet durch, ziehet durch, durch die gold’ne Brücke. Sie ist entzwei, sie ist entzwei, wir woll’n sie wieder flicken. Mit was? Mit was? Mit Steinen, mit Beinen, mit Gold und Silberleinen. Der letzte wird gefangen, mit Spießen und mit Stangen. |
| Variante D | Variante E | Variante F |
| Ziehet durch, ziehet durch, durch die gold’ne Brücke. Sie ist entzwei, sie ist entzwei, wir woll’n sie wieder flicken. Mit was? Mit was? Mit Steinerlein, mit Beinerlein. Der erste kommt, der zweite kommt, der dritte muss gefangen sein. | Ziehet dort, ziehet dort, durch die gold’ne Brücke. Sie ist entzwei, sie ist entzwei, wir woll’n sie wieder flicken. Mit was? Mit was? Mit Steinerlein, mit Bäumerlein, mit Silber und Gold beschlagen, der letzte muss bezahlen.    | |
| Variante G | | |
| Ziehet durch, ziehet durch, durch die gold'ne Brücke. Die Brücke ist gebrochen, wir woll'n sie wieder machen. Aus was denn? Aus was denn? Aus lauter Gold und Edelstein, der letzte soll gefangen sein!                                     | | |

Variante A „Mit einerlei, mit zweierlei…“ ist laut Mannhardt vermutlich aus einer älteren Fassung „Mit Steinerlein, mit Beinerlein…“ (bzw. „Bäumerlein“) entstanden.
Darüber hinaus existieren variationsreiche Formen des Dialogs zwischen den Reisenden und der Torbrücke, teils ohne bzw. mit nicht übermittelter Melodie (vgl. z. B. Vogtländische Kinderlieder, Dunger 1874, oder Nürnberger Kinderlieder, Lehmann 1890):
Reisende: Wir woll’n durch die gold’ne Brücke gehen!

Torwächter: Sie ist zerbrochen!

Reisende: Wir woll’n sie wieder bauen!

Torwächter: Mit was?

Reisende: Mit Stein, mit Bein, mit Ebenholz, mit Silber und Gold beschlagen!

Torwächter: So lasst die Leut’ zum Tor hinaus, der letzte muss bezahlen!

### Englischsprachige Varianten

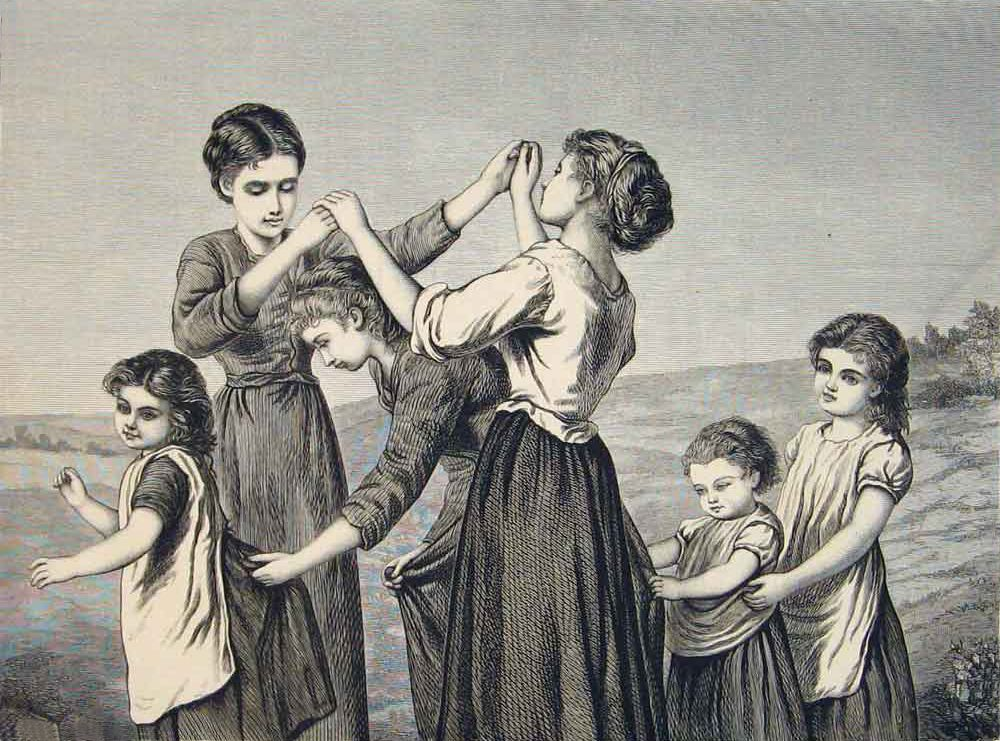
Oranges and Lemons, 1874.

In den Fassungen von The King and his Train (Open the Gates as High as the Sky) und Oranges and Lemons fehlt der zweite Bestandteil des Spiels, der Ziehkampf, auch Tug of War oder French and English genannt. Die später im anglo-amerikanischen Raum verbreitete, vollständige Spielfassung London Bridge ist erst seit den 1880ern schriftlich bezeugt und geht auf die kontinentaleuropäische, vermutlich deutsche Spielweise zurück. Als Singreime sind Varianten von Oranges and Lemons und London Bridge is Falling Down aus dem 18. Jahrhundert überliefert, die ansonsten in keiner Beziehung zum Spiel stehen.
Für The King and his Train hat sich hingegen folgender Reim erhalten:
| The King and his Train | Der König und sein Gefolge                                                                                                |
| --- | --- |
| We’ll open the gates as high as the sky and let the king and his train pass by! (Eliza Leslie: The King and his Train, 1831) | Wir öffnen die Tore gar hoch und weit für unsere fürstliche Herrlichkeit! (Marie Leske: Der König und sein Gefolge, 1865) |

Die Namen der beiden Torseiten sind in dieser Variante als Rose und Tulpe überliefert.

## Hintergrund

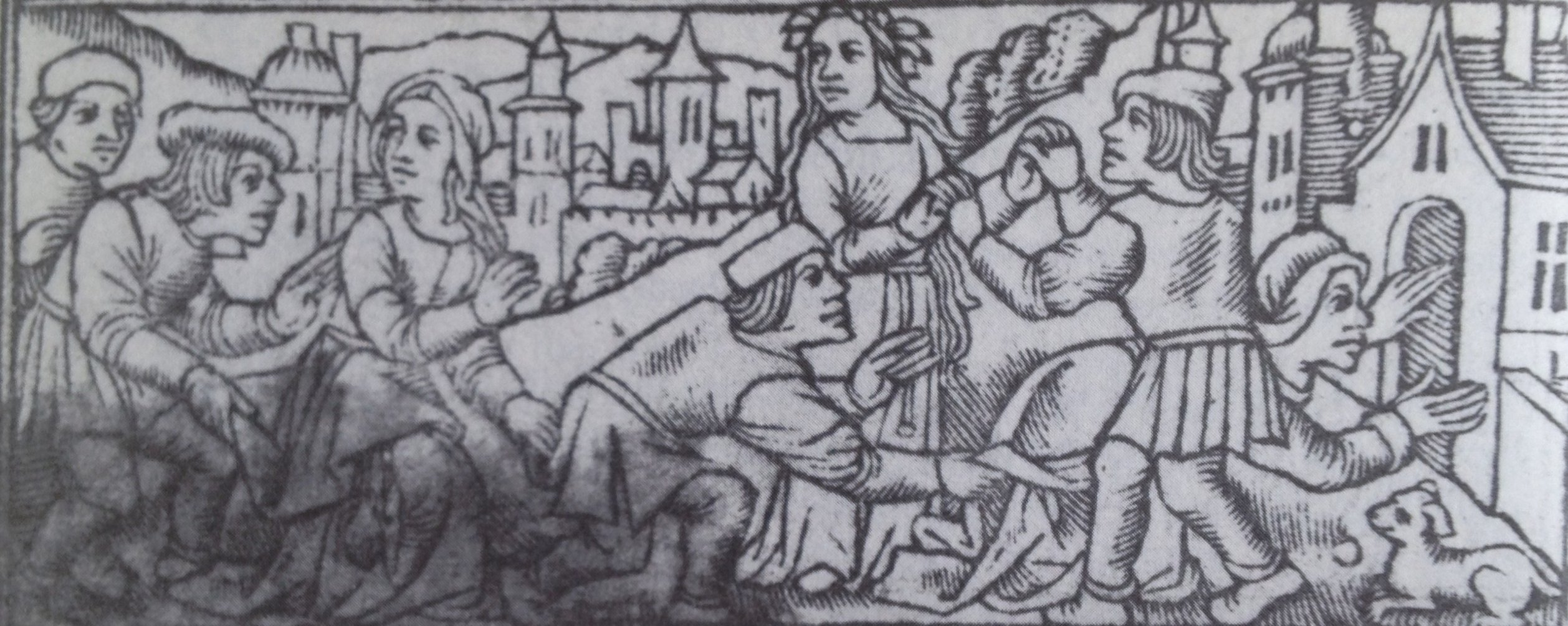
Mittelalterliches Bogenspiel, Paris, 1497. Ein möglicher Vorläufer des Brückenspiels.

Wilhelm Mannhardt erläuterte, das reigenähnliche Kinderspiel versinnbildliche die (vorchristliche) Vorstellung von einem Zug der Seelen über die Totenbrücke, die zum Jenseits führe. Laut Georg Buschan spiegele der Schlussakt den Kampf der zölestischen mit den infernalischen Gewalten wider. In dieser Form (Himmel und Hölle bzw. Engel und Teufel), aus der Historiker wie Johann Nepomuk Sepp eine Anlehnung an das altbaierische Muspilli ableiten, unterlag Die goldene Brücke möglicherweise einer Christianisierung.

„Wir sehen hier überall christliche Legende und Reste heidnischer Anschauungen fast ununterscheidbar ineinander verwebt. […] Mithin scheint der Bau der Brücke vorzugsweise symbolische Bedeutung gehabt zu haben und darf wohl als ein Rest des heidnischen Glaubens betrachtet werden, daß die Seele eine Brücke zu überschreiten hatte, um ins Todtenreich zu gelangen.“

Über das Alter des zumeist von Mädchen präferierten Kinderspiels gibt es unter Historikern unterschiedliche Ansichten. Umstritten ist, ob das von Meister Altswert, Johann Geiler von Kaysersberg und Johann Fischart erwähnte Spiel Die faule Brücke oder Ritter durchs Gitter mit dem Brückenspiel identisch ist.